# Tuggerah Lakes

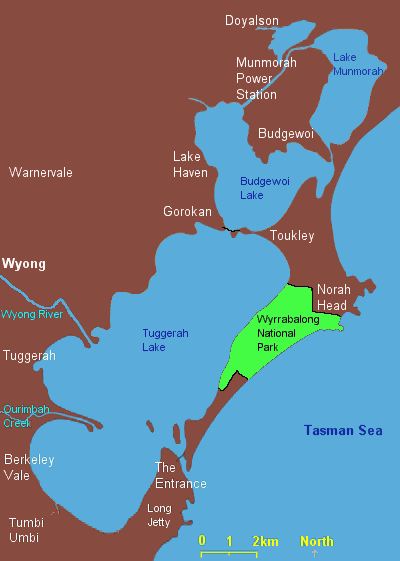
Les Tuggerah Lakes.

Tuggerah Lakes désigne une zone humide constituée d'un ensemble de trois lagunes côtières reliées entre elles, situées sur la Central Coast de Nouvelle-Galles du Sud (Australie). Cet ensemble comprend le Lake Munmorah, le Budgewoi Lake et le Tuggerah Lake.

## Histoire
La région était habitée par les Aborigènes avant la découverte de l'Australie par les Européens en 1796. Elle fut découverte par le premier gouverneur de Tasmanie, David Collins, arrivé avec la « première flotte ». Il était à la recherche d'un prisonnier évadé, Molly Morgan, dont on pensait qu'il vivait avec les aborigènes au nord de la Hawkesbury River.

## Description
Cette zone humide est constituée de trois lagunes côtières reliées entre elles : le Lake Munmorah, le Budgewoi Lake et le Tuggerah Lake. Elles couvrent soixante dix-sept kilomètres carrés et leur pourtour est long de cent cinq kilomètres. La plus grande lagune est le Tuggerah Lake avec cinquante-quatre kilomètres carrés. Elles sont peu profondes, avec une profondeur moyenne inférieure à deux mètres.
Il n'y a que peu d'échanges d'eau entre les lagunes et la mer. Ils s'effectuent par un étroit chenal situé à The Entrance ; les marées y sont donc négligeables. Le chenal s'ensable lentement et les lacs sont parfois totalement isolés de l'océan Pacifique jusqu'à ce qu'une inondation le rouvre. Il a été suggéré qu'il existait une seconde entrée d'eau au niveau de la péninsule de Budgewoi et, bien qu'il y ait peu de preuves de cela depuis la colonisation européenne, on constate, à l'occasion des grandes marées de printemps, que les vagues franchissent parfois les dunes pour se déverser dans le lac Budgewoi.

## Environnement

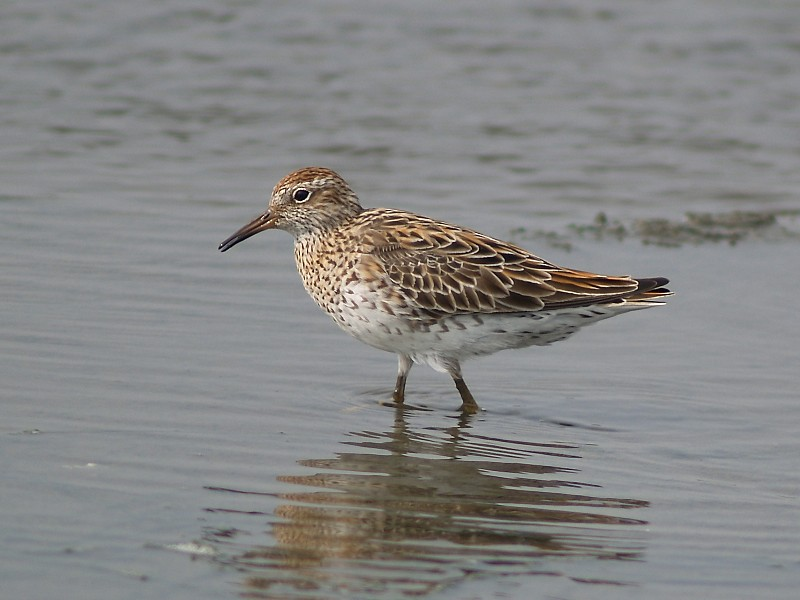
Le site accueille de nombreux bécasseaux à queue pointue.

Les lacs sont une ressource majeure non seulement pour les loisirs et la pêche, mais aussi parce que leurs eaux permettent de refroidir la centrale thermique de Munmorah (en). C'est un bassin qui recueille les eaux des rivières et torrents et donc les nutriments, substances chimiques et sédiments de la zone. Les sédiments et nutriments se déversent dans les lacs depuis des milliers d'années et le processus a été grandement accéléré avec le développement urbain.

### Zone importante pour la conservation des oiseaux
Les lacs et leurs abords immédiats, comprenant la Munmorah State Conservation Area et la majeure partie du parc national de Wyrrabalong (en), sont identifiés comme une zone importante pour la conservation des oiseaux (ZICO) car les eaux peu profondes et leurs herbiers marins attirent de nombreux oiseaux d'eau, dont 1 % de la population mondiale des bécasseaux à queue pointue et des sarcelles rousses. 
Les forêts et les bois adjacents abritent des perruches de Latham, des méliphages régents, des blongios à cou jaune, des butor d'Australie, des cygnes noirs, des bécasseaux cocorli et des bécasseaux à col roux.